# Hans-Heinrich Sandes von Hoffmann
Hans-Heinrich Leopold Rudolf Sandes von Hoffmann (* 10. Januar 1885 in Koblenz; † 4. Januar 1941 in Köslin) war ein deutscher Politiker, Regierungsvizepräsident in Arnsberg und Direktor des Oberversicherungsamtes Köslin.

## Leben
Hans-Heinrich Sandes von Hoffmann wurde als Sohn des Nikolaus Leopold Ferdinand Gustav Sandes von Hoffmann (Oberstlieutenant im Infanterie-Reg. Herzog von Holstein Nr. 85) und dessen Gemahlin Susanne Kohlfahl geboren.
Nach dem zweiten juristischen Staatsexamen wurde er Regierungsreferendar in Hamburg und ging als Oberregierungsrat im Mai 1933 zur Bezirksregierung Arnsberg, wo er Regierungsvizepräsident wurde. Schon nach zwei Monaten wechselte er in dieser Funktion nach Frankfurt/Oder und war hier Dirigent der Allgemeinen Abteilung. Im Dezember 1934 in den Einstweiligen Ruhestand versetzt, wurde er später der Preußischen Bau- und Finanzdirektion überwiesen. Im April 1938 kam er zur Bezirksregierung Köslin, wo er als Direktor des Oberversicherungsamtes und des Versorgungsgerichtes fungierte.